# Etruskerspitzmaus
Die Etruskerspitzmaus (Suncus etruscus) ist eine Säugetierart aus der Familie der Spitzmäuse. Sie ist – neben der Schweinsnasenfledermaus – das kleinste Säugetier der Welt und lebt im Mittelmeerraum sowie in Teilen Asiens.

## Merkmale
Etruskerspitzmäuse erreichen eine Kopfrumpflänge von 35 bis 48 Millimetern, hinzu kommt noch ein 25 bis 30 Millimeter langer Schwanz. Ausgewachsene Tiere wiegen rund 2,5 Gramm. Ihr kurzes, weiches Fell ist graubraun gefärbt, der Schwanz ist oberseits dunkel und mit langen Haaren versehen. Die Schnauze ist wie bei allen Spitzmäusen langgestreckt, die Ohren sind relativ groß. Die Männchen besitzen eine Drüse an den Flanken, die ein nach Moschus riechendes Sekret absondert.

## Verbreitung und Lebensraum
Etruskerspitzmäuse sind vom Mittelmeerraum bis Südostasien verbreitet. In Europa bewohnen sie die Iberische, die Apennin- und die Balkanhalbinsel; darüber hinaus leben sie auf einigen Mittelmeerinseln. Im Norden Afrikas sind sie von Marokko bis Ägypten verbreitet, auf den Kanarischen Inseln gibt es eine eingeführte Population. In Asien erstreckt sich ihr Verbreitungsgebiet vom östlichen Mittelmeerraum über die Arabische Halbinsel, die Kaukasus-Region, Zentral- und Südasien, in Südostasien bis Borneo. Berichte über Vorkommen in Guinea, Nigeria und Äthiopien sind zweifelhaft und bedürfen einer näheren Untersuchung. In der Volksrepublik China lebt die Etrusker-Spitzmaus nur im Südwesten der Provinz Yunnan im autonomen Kreis Gengma.
In der Schweiz galt die Art seit 1895 als ausgestorben, im November 2011 wurde sie jedoch vom Zoologen Peter Vogel im Kanton Tessin erneut nachgewiesen.
Die Etruskerspitzmaus bewohnt eine Reihe von Lebensräumen, darunter lichte Wälder, buschbestandene Gebiete und Grasländer. Manchmal ist sie auch in der Nähe des Menschen, etwa in Weingärten und Olivenhainen zu finden. Sie kommt bis in 3000 Meter Meereshöhe vor. In China bewohnt sie offene Wiesen, Gebüsche und Laubwälder.

## Lebensweise
Etruskerspitzmäuse haben eine sehr hohe Stoffwechselrate und einen dementsprechend hohen Energieverbrauch. Ihr Herz schlägt bis zu 1500 Mal pro Minute, öfter als bei jedem anderen warmblütigen Tier. In dieser Zeit können sie bis zu 900 Mal atmen. Ihr Herz ist sehr groß und auch die Skelettmuskulatur ist auf äußerst rasche Bewegungen angelegt. Die Tiere sind ständig in Bewegung und auf der Suche nach Nahrung. In den seltenen Ruhephasen ziehen sie sich unter am Boden liegende Blätter zurück. In Zeiten des Nahrungsmangels oder zu tiefer Temperaturen fallen sie in einen Torpor. Sie sind territoriale Tiere. Mit Zwitschergeräuschen und nötigenfalls durch Aggressionen vertreiben sie Eindringlinge aus ihrem Revier.
Um ihren hohen Energiebedarf zu decken, müssen sie viel Nahrung zu sich nehmen. Wie alle Spitzmäuse ernähren sie sich in erster Linie von Insekten, beispielsweise Ameisen, Mehlkäfern und Grillen. Bei der Nahrungssuche verlassen sie sich vorwiegend auf ihren Geruchssinn, ihr Sehsinn ist schlecht ausgeprägt. Sie wühlen mit der langen Schnauze im Erdreich oder unter Blättern, die Vorderpfoten werden bei der Nahrungsbeschaffung nicht zu Hilfe genommen.
Über die Fortpflanzung der Etruskerspitzmäuse ist wenig bekannt. In einem Laborversuch lebten während der Fortpflanzungszeit Paare mit ihren Jungen friedlich zusammen; ob sie das ganze Jahr in monogamen Paaren leben oder außerhalb der Paarungszeit Einzelgänger sind, ist nicht bekannt. Nach einer rund 27-tägigen Tragzeit werden zwei bis sechs Jungtiere zur Welt gebracht. Nach rund 17 bis 20 Tagen werden sie entwöhnt. Über die Lebenserwartung ist nichts bekannt.

## Gefährdung
Die Art wird relativ selten gesehen oder in Fallen gefangen, dementsprechend wenig ist über ihre Lebensweise oder den Gefährdungsgrad bekannt. Häufiger findet man ihre Überreste in Gewöllen, aber auch hier zeigt sich, dass sie zumindest in Europa seltener vorkommt als andere Spitzmausarten. Sie kann in der Nähe des Menschen leben, meidet aber zu intensiv kultiviertes Land. Aufgrund ihres großen Verbreitungsgebietes und weil keine massiven Bedrohungen bekannt sind, listet die IUCN die Art als „nicht gefährdet“ (least concern).
In Europa wird die Art unter anderem im Tierpark Berlin, im Zoo Dresden, im Zoo Karlsruhe, im Tierpark Görlitz und im Alpenzoo Innsbruck gehalten, ehemalige Halter sind Frankfurt und Bern.

## Systematik
Die Etruskerspitzmaus ist eine von knapp 20 Arten der Gattung der Dickschwanzspitzmäuse (Suncus), zu der unter anderem noch die ebenfalls weit verbreitete, aber deutlich größere Moschusspitzmaus gezählt wird. Mehrere Populationen galten früher als Unterarten der Etruskerspitzmaus, werden heute jedoch als eigenständige Arten geführt, namentlich Suncus madagascariensis aus Madagaskar, Suncus fellowesgordoni aus Sri Lanka, Suncus hosei aus Borneo,  und Suncus malayanus von der Malaiischen Halbinsel. Die Tiere aus Süd- und Südostasien stellen möglicherweise eine eigene, bislang nicht beschriebene Art dar.